# اقدامات احتیاطی جهانی

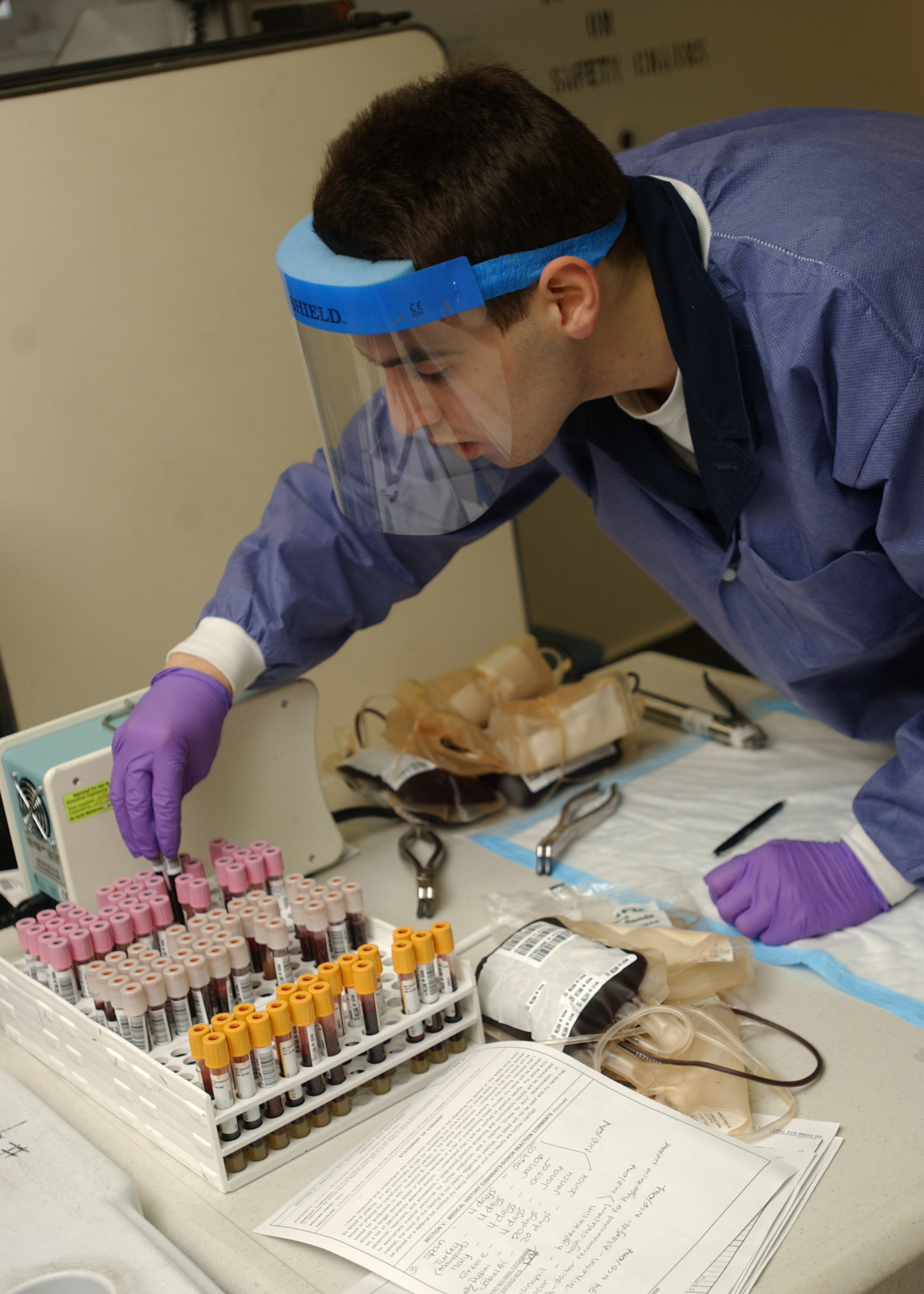
یک سرباز بیمارستان نیروی دریایی ایالات متحده که از تجهیزات حفاظت شخصی (PPE) در هنگام دست زدن به نمونه‌های خون استفاده می‌کند.

اقدامات احتیاطی جهانی در پزشکی به اقداماتی اشاره دارد که جهت جلوگیری از ارتباط با بیماران با استفاده از پوشش‌هایی مانند دستکش جراحی، عینک ایمنی و محافظ صورت انجام می‌شود. این اقدامات در سال‌های ۱۹۸۵–۸۸ معرفی شدند.
این اقدامات در هر محیطی که کارورزان با مایعات بدن بیماران در ارتباط هستند انجام می‌شود، از جمله:
- خون
- منی
- ترشح واژن
- مایع مفصلی
- مایع آمنیون
- مایع مغزی-نخاعی
- پرده جنب
- مدفوع
- ادرار

و مایعاتی که نیاز به این اقدامات ندارند عبارتند از:
- مخاط
- استفراغ
- عرق‌کردن
- خلط سینه
- بزاق